# Karl Joseph von Hefele

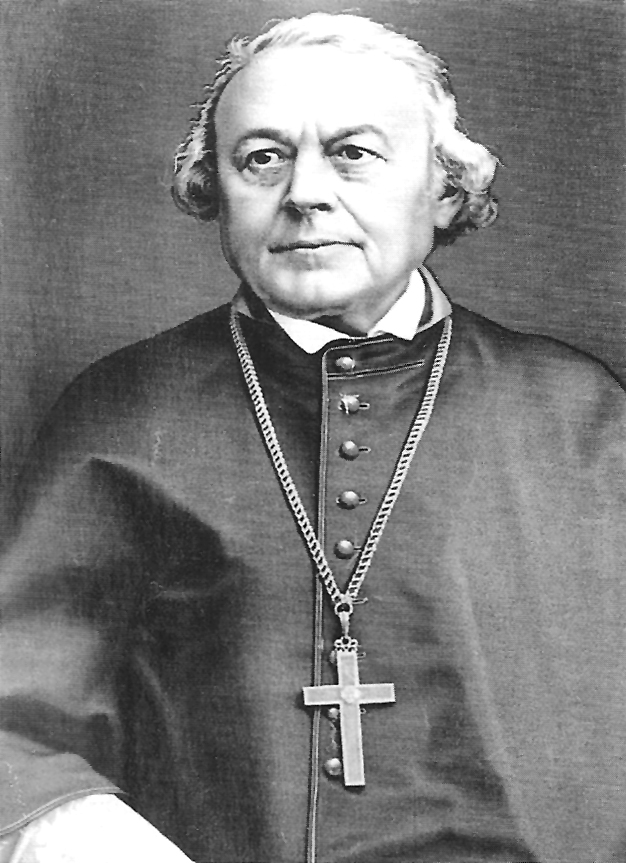
Bischof Karl Joseph Hefele, eine Fotografie von Paul Sinner, 1869

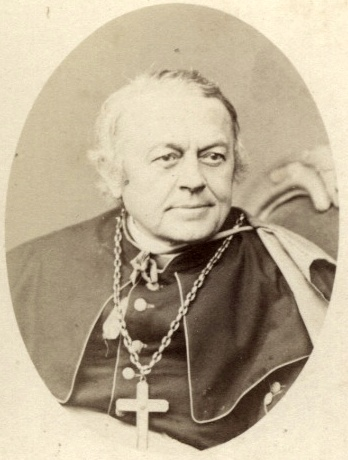
Bischof Karl Joseph von Hefele (Foto als Konzilsvater, 1870)

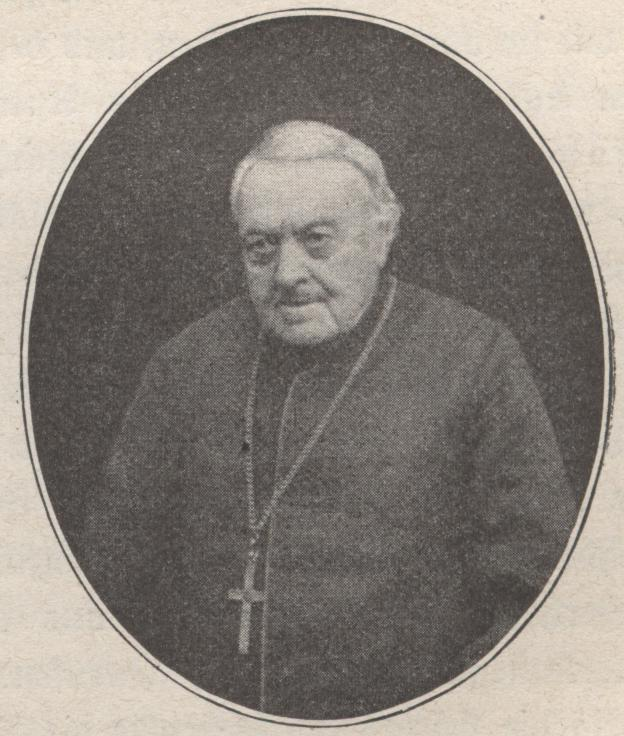
Bischof Karl Joseph von Hefele, Foto

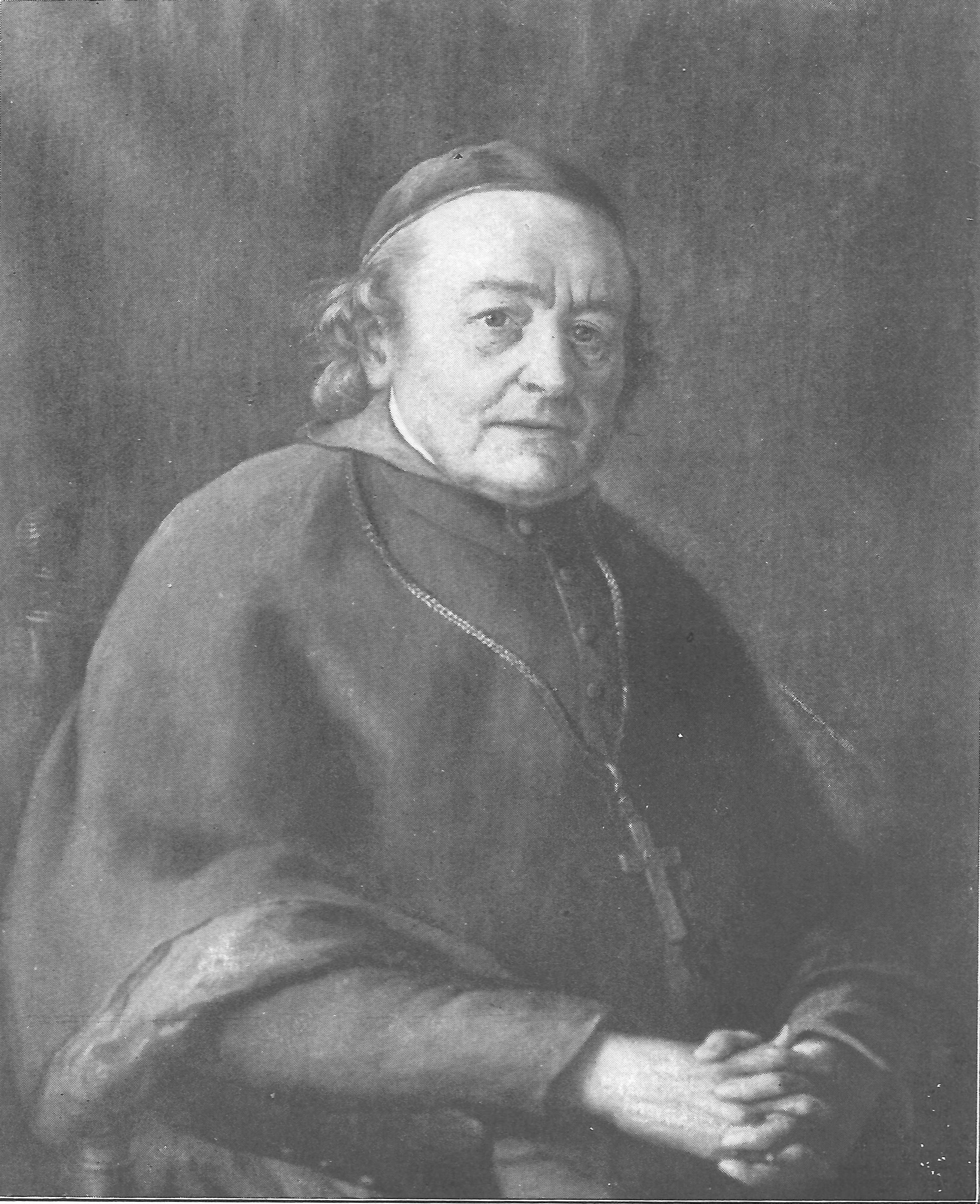
Karl Joseph von Hefele in der Tübinger Professorengalerie

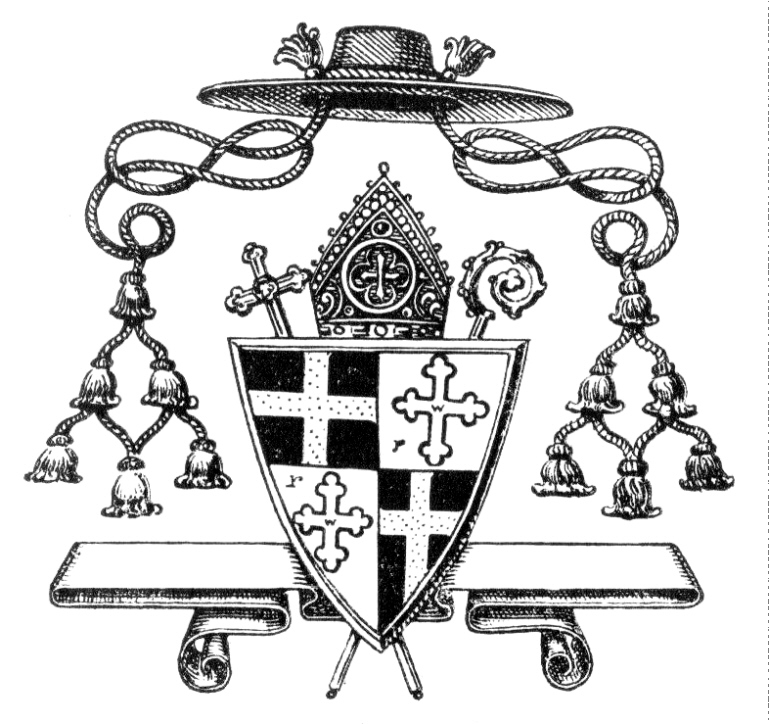
Bischofswappen

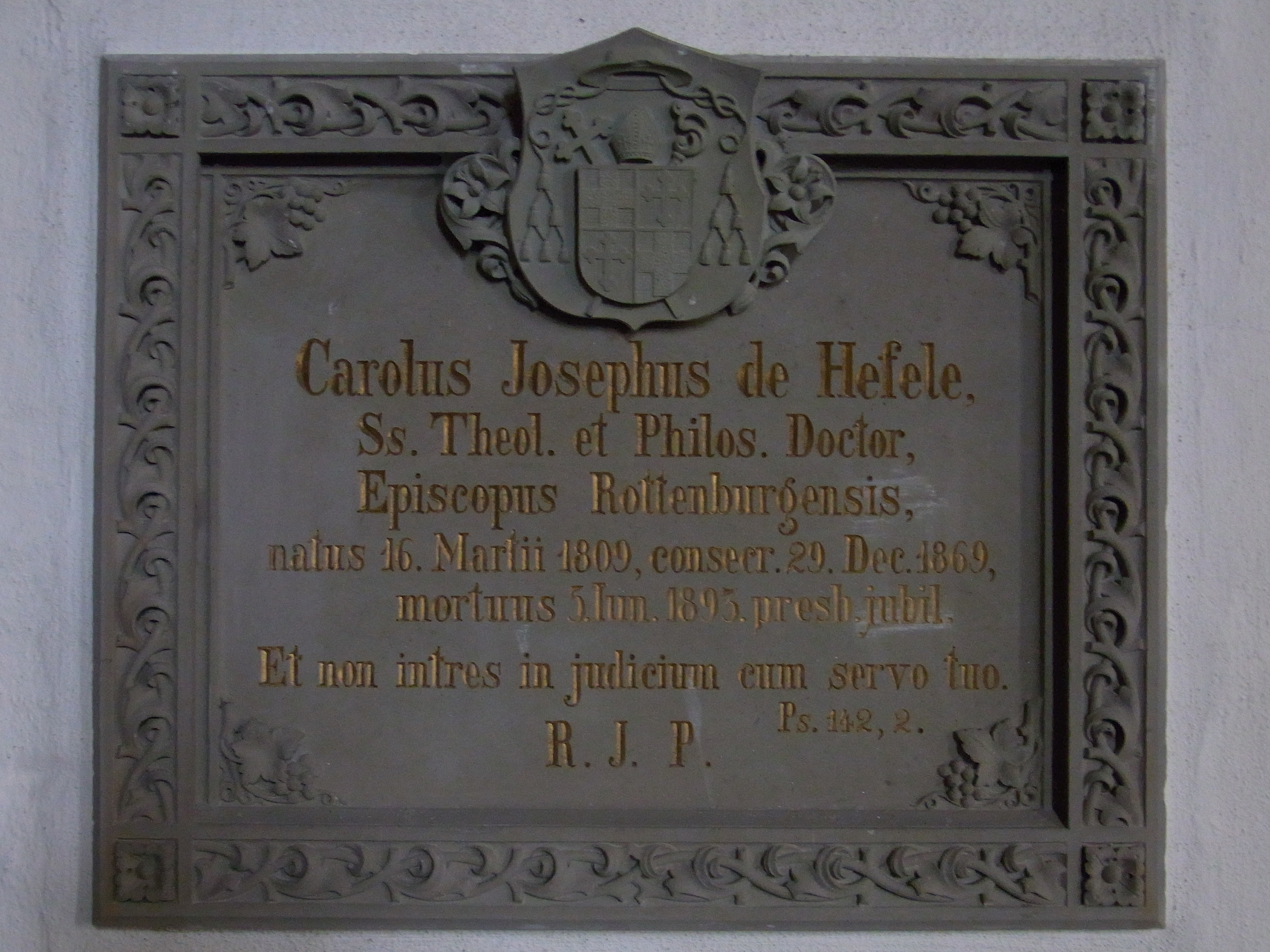
Grabtafel in der Bischofsgruft in der Martinskirche in Rottenburg-Sülchen

Karl Joseph Hefele, ab 1853 von Hefele (* 15. März 1809 in Unterkochen; † 5. Juni 1893 in Rottenburg am Neckar), war ein römisch-katholischer Kirchenhistoriker und 3. Bischof des Bistums Rottenburg-Stuttgart.

## Leben
Karl Joseph Hefele wurde als Sohn eines königlich-württembergischen Eisenhüttenverwalters 1809 in Unterkochen geboren. Seine Mutter entstammte dem Beamtenadel der ehemaligen Fürstpropstei Ellwangen. Er besuchte ab 1817 das Gymnasium Ellwangen, 1825 trat er in das Konvikt in Ehingen ein. Ab 1827 war er im Wilhelmsstift und studierte an der Universität Tübingen Philosophie, Philologie und katholische Theologie. 1833 wurde Hefele zum Priester geweiht. Nach verschiedenen Tätigkeiten, unter anderem als Vikar und Gymnasiallehrer, wurde er 1840 als Nachfolger seines Lehrers Johann Adam Möhler Professor für katholische Kirchengeschichte in Tübingen. Gemeinsam mit Johannes von Kuhn führte Hefele die ultramontane Partei im Bistum Rottenburg an, wandelte sich aber unter dem Eindruck der Revolution nach 1848 zum Gemäßigt-Ultramontanen.
Von 1842 bis 1843 war er Abgeordneter der Wähler des Oberamts Ellwangen in der Zweiten Kammer der Württembergischen Landstände. 1853 wurde er mit dem Ritterkreuz des Ordens der württembergischen Krone ausgezeichnet, welches mit dem persönlichen Adelstitel verbunden war. 1868 wurde er von Papst Pius IX. nach Rom berufen, um das Erste Vatikanische Konzil vorzubereiten. Er hatte die Aufgabe, die Geschäftsordnung für diese Versammlung auszuarbeiten. Dazu war er bestens befähigt, denn er hatte bereits 1855 den ersten Band seines bekanntesten Werks, der insgesamt neunbändigen Konzilsgeschichte, veröffentlicht. Weitere sechs Bände folgten bis 1874, die Bände acht und neun wurden 1887/1890 von Josef Hergenröther fortgesetzt.
Am 17. Juni 1869 wurde Hefele vom Domkapitel zum Bischof des Bistums Rottenburg gewählt. Die Bestätigung der Wahl durch Papst Pius IX. erfolgte erst am 22. November 1869. Die Bischofsweihe am 29. Dezember 1869 spendete Hefele der Freiburger Erzbischof Lothar von Kübel.
Unmittelbar nach seiner Bischofsweihe brach Hefele zum Konzil auf, das bereits begonnen hatte. Als Konzilsteilnehmer gehörte er zu der Minderheit, die das Dogma der Unfehlbarkeit des Papstes ablehnte, und übernahm in dieser Gruppe die historische Argumentation. Als die Dogmatisierung der Unfehlbarkeit des Papstes nicht verhindert werden konnte, verließ er mit anderen Gegnern das Konzil vorzeitig, da sie eine spätere limitierende Revision erhofften; aber es kam zu keiner Fortsetzung des Konzils. In einer Erklärung vom 10. April 1871 schließlich akzeptierte Hefele die Entscheidung des Konzils um des Friedens willen. Bei seinem Tode hatte er sich auch mit der Obrigkeit der Kirche versöhnt. Die Erfahrung des Konzils hatte ihn dennoch gebrochen; kurz vor seinem Tod 1893 vernichtete er fast seinen kompletten schriftlichen Nachlass.
Hefele war Ehrenmitglied der katholischen Studentenverbindung AV Guestfalia Tübingen im CV. Das mit dem Bischofsamt verbundene Mandat in der Zweiten Kammer des Landtags in Stuttgart ließ er stets ruhen.
Seine letzte Ruhestätte fand er in der Bischofsgruft der Friedhofskirche Sülchen.

## Schriften (Auswahl)
- Geschichte der Einführung des Christenthums im südwestlichen Deutschland, besonders in Würtemberg, Tübingen 1837 (Digitalisat in der Google-Buchsuche).
- Der Cardinal Ximenes und der kirchlichen Zustände Spaniens am Ende des 15. und am Anfange des 16. Jahrhunderts, Tübingen 1844, 2. Auflage Tübingen 1851 (Digitalisat in der Google-Buchsuche).
- Conciliengeschichte.  Herder, Freiburg im Breisgau.
  - Bd. 1, 1855 (behandelt die Konzilien vor 381) Digitalisat der Bayerischen Staatsbibliothek.
  - Bd. 2, 1856 (behandelt die Konzilien von 381 bis 553) Digitalisat der Bayerischen Staatsbibliothek.
- Causa Honorii papae. Angelis, Neapel 1870.
  - deutsche Übersetzung: Die Honorius-Frage. Aus dem Lateinischen übersetzt von Hermann Rump. Russell, Münster 1870.
  - weitere deutsche Übersetzung: Honorius (I.) und das 6. allgemeine Concil. Autorisirte Übersetzung. Mit einem Nachtrag des Verfassers. Laupp, Tübingen 1870.